# Markus Glaser (Ökonom)
Markus Glaser (* 17. Januar 1976 in Saarbrücken) ist ein deutscher Volkswirt und seit 2011 Professor für Betriebswirtschaftslehre mit dem Schwerpunkt Corporate Finance und Finanzmärkte an der Ludwig-Maximilians-Universität München.

## Leben
Markus Glaser machte im Juni 1995 das Abitur am Gymnasium am Rotenbühl in Saarbrücken. Nach dem Zivildienst studierte er von Oktober 1996 bis Juni 1999 Volkswirtschaftslehre an der Universität des Saarlandes in Saarbrücken. Im Anschluss wechselte er an das Graduiertenkolleg „Allokation auf Finanz- und Gütermärkten“ der Universität Mannheim, wo er unter Betreuung von Martin Weber 2003 seine Dissertation zum Thema „Investor Overconfidence and Market Outcomes: Empirical and Experimental Evidence“ einreichte. Er blieb bis Februar 2010 am Lehrstuhl von Martin Weber und habilitierte sich 2009. In dieser Zeit hatte er Forschungsaufenthalte an der Duke University und am Swedish Institute for Financial Research. 2009 nahm er einen Ruf an die Universität Konstanz an. Seit März 2011 lehrt er als Nachfolger von Bernd Rudolph an der Ludwig-Maximilians-Universität in München.
Markus Glaser beschäftigt sich vor allem mit dem Anlegerverhalten von Privatpersonen und institutionellen Investoren sowie mit der Finanzierung von Unternehmen und ihrem Investitionsverhalten. In beiden Bereichen versucht er Erkenntnisse der Behavioral Finance zu berücksichtigen. Insbesondere untersuchte er die Auswirkungen von Selbstüberschätzung auf finanzielle Entscheidungen.
Markus Glaser ist Börsenrat der Börse München, Beirat des Deutschen Aktieninstituts und Mitglied der Finanzplatz München Initiative.